# Molino de Barrancales
El molino de Barrancales es un antiguo molino hidráulico ubicado en la villa segoviana de Cuéllar (España). 
Se desconoce la fecha en que fue construido; formó parte del grupo de molinos que la villa y su Comunidad de Villa y Tierra utilizó durante siglos para la molienda del cereal. Está situado en el camino llamado de la Obra Pía de Chañe que transcurre hasta Cuéllar, dejó de funcionar en los años 1950 y en la actualidad es de propiedad privada. Aún se conservan restos de la edificación, en estado de ruina.